# Beit Einun
Beit Einun, en arabe : بيت عينون,  est un village du gouvernorat de Hébron en Palestine, situé à 5 km au nord-est de Hébron, au sud-ouest de la Cisjordanie.
Selon le recensement du bureau central palestinien des statistiques, la localité compte une population de 1 928 habitants en 2017.